# Gran Premio di superbike di Brainerd 1991
Il Gran Premio di Superbike di Brainerd 1991 è stata la quarta prova su tredici del campionato mondiale Superbike 1991, è stato disputato il 9 giugno sul Brainerd International Raceway e ha visto la vittoria di Doug Polen in gara 1, lo stesso pilota si è ripetuto anche in gara 2; curiosamente anche le successive posizioni a podio sono state identiche nelle due manche.

## Risultati

### Gara 1

#### Arrivati al traguardo[3]
| Pos. | Nº | Pilota               | Motocicletta | Tempo     | Griglia | Punti |
| ---- | -- | -------------------- | ------------ | --------- | ------- | ----- |
| 1º   | 23 | Doug Polen           | Ducati       | 34:15.153 | 2º      | 20    |
| 2º   | 22 | Scott Russell        | Kawasaki     | +0:06.911 | 4º      | 17    |
| 3º   | 3  | Stéphane Mertens     | Ducati       | +0:09.565 | 1º      | 15    |
| 4º   | 4  | Robert Phillis       | Kawasaki     | +0:10.646 | 5º      | 13    |
| 5º   | 2  | Fabrizio Pirovano    | Yamaha       | +0:10.996 | 7º      | 11    |
| 6º   | 27 | Fred Merkel          | Honda        | +0:11.424 | 3º      | 10    |
| 7º   | 9  | Giancarlo Falappa    | Ducati       | +0:37.350 | 8º      | 9     |
| 8º   | 8  | Baldassarre Monti    | Honda        | +0:37.740 | 10º     | 8     |
| 9º   | 39 | Jacques Guenette Jr. | Kawasaki     | +1:02.636 | 15º     | 7     |
| 10º  | 24 | Jeffry de Vries      | Yamaha       | +1:08.250 | 16º     | 6     |
| 11º  | 5  | Carl Fogarty         | Honda        | +1:13.665 | 19º     | 5     |
| 12º  | 74 | Reuben McMurter      | Honda        | +1:17.354 | 14º     | 4     |
| 13º  | 99 | Jean-Yves Mounier    | Yamaha       | +1:17.354 | 20º     | 3     |
| 14º  | 34 | Juan López Mella     | Honda        | +1:18.840 | 22º     | 2     |
| 15º  | 67 | Niall Mackenzie      | Honda        | +1:21.956 | 21º     | 1     |
| 16º  | 51 | Bruno Bonhuil        | Yamaha       | +1:31.857 | 17º     |       |
| 17º  | 94 | Christophe Guyot     | Honda        | +1 giro   | 24º     |       |
| 18º  | 98 | John Hopperstad      | Yamaha       | +1 giro   | 26º     |       |
| 19º  | 35 | Christian Gardner    | Yamaha       | +1 giro   | 32º     |       |
| 20º  | 46 | Britt Turkington     | Suzuki       | +1 giro   | 25º     |       |
| 21º  | 79 | Ray Yoder Jr.        | Suzuki       | +1 giro   | 30º     |       |

#### Ritirati
| Nº | Pilota           | Motocicletta | Giri     | Griglia |
| -- | ---------------- | ------------ | -------- | ------- |
| 75 | Bob Sandy        | Kawasaki     | +5 giri  | 29º     |
| 64 | Adriano Narducci | Ducati       | +7 giri  | 27º     |
| 26 | James Adamo      | Ducati       | +11 giri | 18º     |
| 76 | Tom Kipp         | Yamaha       | +14 giri | 13º     |
| 58 | Todd Strang      | Yamaha       | +15 giri | 31º     |
| 77 | Tom Stevens      | Yamaha       | +16 giri | 11º     |
| 89 | Rick Kirk        | Honda        | +16 giri | 28º     |
| 11 | Jamie James      | Yamaha       | +17 giri | 6º      |
| 88 | Mike Harth       | Yamaha       | +19 giri | 23º     |

### Gara 2

#### Arrivati al traguardo[4]
| Pos. | Nº | Pilota               | Motocicletta | Tempo     | Griglia | Punti |
| ---- | -- | -------------------- | ------------ | --------- | ------- | ----- |
| 1º   | 23 | Doug Polen           | Ducati       | 34:13.448 | 2º      | 20    |
| 2º   | 22 | Scott Russell        | Kawasaki     | +0:03.810 | 4º      | 17    |
| 3º   | 3  | Stéphane Mertens     | Ducati       | +0:06.015 | 1º      | 15    |
| 4º   | 27 | Fred Merkel          | Honda        | +0:09.786 | 3º      | 13    |
| 5º   | 4  | Robert Phillis       | Kawasaki     | +0:14.294 | 5º      | 11    |
| 6º   | 2  | Fabrizio Pirovano    | Yamaha       | +0:27.459 | 7º      | 10    |
| 7º   | 8  | Baldassarre Monti    | Honda        | +0:37.633 | 10º     | 9     |
| 8º   | 39 | Jacques Guenette Jr. | Kawasaki     | +1:09.343 | 15º     | 8     |
| 9º   | 99 | Jean-Yves Mounier    | Yamaha       | +1:11.577 | 20º     | 7     |
| 10º  | 24 | Jeffry de Vries      | Yamaha       | +1:14.618 | 16º     | 6     |
| 11º  | 5  | Carl Fogarty         | Honda        | +1:18.654 | 19º     | 5     |
| 12º  | 67 | Niall Mackenzie      | Honda        | +1:33.173 | 21º     | 4     |
| 13º  | 74 | Reuben McMurter      | Honda        | +1:35.855 | 14º     | 3     |
| 14º  | 51 | Bruno Bonhuil        | Yamaha       | +1:45.432 | 17º     | 2     |
| 15º  | 46 | Britt Turkington     | Suzuki       | +2:15.583 | 25º     | 1     |
| 16º  | 64 | Adriano Narducci     | Ducati       | +2:41.649 | 27º     |       |
| 17º  | 75 | Bob Sandy            | Kawasaki     | +3:06.293 | 29º     |       |
| 18º  | 35 | Christian Gardner    | Yamaha       | +3:26.103 | 32º     |       |
| 19º  | 58 | Todd Strang          | Yamaha       |           | 31º     |       |

#### Ritirati
| Nº | Pilota            | Motocicletta | Giri     | Griglia |
| -- | ----------------- | ------------ | -------- | ------- |
| 9  | Giancarlo Falappa | Ducati       | +10 giri | 8º      |
| 94 | Christophe Guyot  | Honda        | +14 giri | 24º     |
| 26 | James Adamo       | Ducati       | +16 giri | 18º     |
| 88 | Mike Harth        | Yamaha       | +19 giri | 23º     |
| 76 | Tom Kipp          | Yamaha       | +19 giri | 13º     |